# Ambrus Lajos (író, 1941)
Ambrus Lajos (Korond, 1941. november 2. –) erdélyi tanár, író, költő, szerkesztő, irodalomszervező, könyvkiadó.

## Életpályája
Iskoláit Korondon kezdte, majd a középiskolát Szovátán végezte. Marosvásárhelyen a Pedagógiai Főiskolán szerzett magyartanári képesítést. Atyhában, Siklódon, majd Korondon tanított, ahol több éven keresztül a líceum aligazgatója volt.
1990-től a korondi Firtos Művelődési Egylet elnöke, a Hazanéző című folyóirat főszerkesztője, 1993-tól A Hazanéző Könyvek könyvsorozatot szerkeszti.

## Munkássága

### Megjelent kötetei
- A korondi néző edény (elbeszélések, karcolatok), Bukarest, 1982
- Lopott hold (versek), Székelyudvarhely, 1995
- A tündérasszony könnye (mesék, mondák, történetek), Székelyudvarhely, 1996
- A korondi fazekasvásárok. Árcsó, 1978–1997; szerk. Ambrus Lajos; Firtos Művelődési Egylet, Korond, 1997 (Hazanéző könyvek)
- A kukurékoló róka (mesék, mondák, történetek), Székelyudvarhely, 1998
- Játék a tájban (versek), Kolozsvár, 1998
- A kolontos legény (mesék, mondák, történetek), Székelyudvarhely, 1999
- A kisbíró meg a telegráncs (mesék, mondák, történetek), Kolozsvár, 1999
- Az óriás leánykája (mesék, mondák, történetek), Kolozsvár, 2000
- A szalmaborjú; Tinivár, Kolozsvár, 2002
- Ezer telik, ezer nem (mondák, legendák), Csíkszereda, 2002
- Boldogok hajóján (versek), Székelyudvarhely, 2003
- A griffmadár fia (mesék mondák), Kolozsvár, 2003
- Árpád és Balombon – A Székelyföld mondákban, regékben és legendákban, Marosvásárhely, 2004/2005
- Madárnyelven (versek), Marosvásárhely, 2005
- A turul fia – A Székelyföld mondákban, legendákban, Székelyudvarhely, 2004/2006
- Az aranymadár (mesék, mondák, történetek), Székelyudvarhely, 2006
- Korondi fazekasalbum, Csíkszereda, 2007
- Csodavárban – gyermekversek, Budapest, 2008
- A királyné napja – A Székelyföld mondákban, legendákban, Budapest, 2008
- Ösvények az égben – Összegyűjtött versek, Csíkszereda, 2009
- Ősz és hatalom; Kriterion, Kolozsvár, 2013
- Vezérek és atyafik. Székelyföldi mondák, regék, történetek; szerk., jegyz., utószó Jakabffy Tamás; Kriterion, Kolozsvár, 2014
- A sünkirályfi; Kriterion, Kolozsvár, 2015
- Sírtánc; Vörösmarty Társaság, Székesfehérvár, 2016
- Feleselő történelem; Kriterion, Kolozsvár, 2018[1]
- Életre ítélve. Összegyűjtött novellák és karcolatok; Kriterion, Kolozsvár, 2019[2]
- Rád talál a csend; Kriterion, Kolozsvár, 2021

### Társszerzőkkel
- Helyismereti olvasókönyv Korond, Korond, 2002

## Tagság
- Erdélyi Magyar Írók Ligája
- Magyar Írószövetség
- A Korondi Firtos Művelődési Egylet tagja, elnöke

## Díjak, elismerések
Udvarhelyszék Kultúrájáért életműdíj 2010
Petőfi Emlékérem, Kiskunfélegyháza 2021
Magyar Arany Érdemkereszt, 2021